# Christoph Paulssen
Christoph Paulssen (* 1. Oktober 1963 in Darmstadt) ist  ein deutscher Musikproduzent, Komponist und Musiker. Er ist Gründungsmitglied des Musik- und Medienproduktionsunternehmens Christine Musics, des Blue Box Tonstudios und der Bands Jay und The Art of Jazztainment.

## Leben
Christoph Paulssen wuchs in Darmstadt als Kind einer Lehrerin und eines Anwalts auf. Nach dem Abitur schloss er eine Cello-Ausbildung an der Akademie für Tonkunst in Darmstadt ab und absolvierte im Anschluss das Musikstudium an der Hochschule für Musik und darstellende Kunst Hamburg. In den Jahren 1985 bis 1988 spielte Paulssen Bass im Ensemble des Staatstheaters Darmstadt.

## Karriere
Seit 1990 ist er freier Musiker, Produzent und Komponist. Mit seiner Band Twice as Nice erhielt Paulssen 1991 den ersten Plattenvertrag bei BMG Ariola und veröffentlichte die erste LP Room with a View. 1992 wechselte die Band zu WEA Records und veröffentlichte zwei weitere LPs. 1994 löste sich die Band auf. 1993 gründete Paulssen die Band Jay und veröffentlichte zwischen 1993 und 2003 mehrere LPs.
Seit 1996 ist Christoph Paulssen Bassist der Band Black & White Cooperation. Die beiden Alben Musics (2001) und Synergies (2009) sind auf dem Label Christine Records veröffentlicht worden.
Er erweiterte sein Tätigkeitsfeld auf Musikproduktion ab 1992 im Rahmen der Coproduzentenrolle für Twice as Nice. Nach 1994 folgten viele CD-Produktionen, Werbung und Filmmusiken in eigener Verantwortung. Unter anderen arbeitete er mit Roger Cicero, Culcha Candela, Peter Maffay, Edo Zanki, Götz Alsmann, Nosie Katzmann und Ina Deter zusammen.
Im Auftrag des ZDF/KIKA war er 2008 und 2009 für die Musikproduktionen im Zusammenhang mit der TV-Casting-Dokusoap Dein Song  verantwortlich.
Paulssen war mit seinem Unternehmen Christine Musics und in Zusammenarbeit mit David Lang und dem Musikproduzenten Peter Hoffmann verantwortlich für die Musikproduktion der dritten Staffel von Dein Song 2011 und ab 2012 alleinverantwortlich.
Im Rahmen dieser und weiterer Staffeln des Komponistenwettbewerbs hat er mit Künstlern, wie Klaus Doldinger, Max Giesinger, Marit Larsen, Michael Patrick Kelly, Lions Head, Alvaro Soler, Nick Howard, Cäthe, Johannes Oerding, Olly Murs, Mark Forster, Stefanie Heinzmann, Laith Al-Deen, Flo Mega, Gregor Meyle, MC Fitti, Blue, Mrs. Greenbird, Cassandra Steen, Unheilig, LaFee, Andreas Bourani, Revolverheld, Marlon Roudette, sowie mit Lena-Meyer-Landrut, Madcon, Johannes Strate, LEA, Luxuslärm, Till Brönner, Annett Louisan, DJ BoBo zusammengearbeitet.
2004 gründete er zusammen mit Anke Schimpf das Musik- und Medienproduktionsunternehmen „Christine Musics“ und das dazugehörige Label „Christine Records“.
Zusammen mit Anke Schimpf entwickelte er das Sounddesign der 3D-Video-Installation Farb I Raum des Künstlers Willi Bucher. Willi Bucher war u. a. mit dieser Installation auf der art Karlsruhe 2011 vertreten.
2017 gründet er zusammen mit Achim Albrecht, Axel Marx und Gero Schäfer mit der R.A.u. M. 103 AG eine multimediale Produktionsstätte, in der das Blue Box Studio aufging.

### Auszeichnungen
- 2021: Nominierung für t=E/x²  2021 Best Original Score, Christoph Paulssen, Axel Marx, Kai Fenchel & Moritz Eggert Skiptown International Film Festival, USA[9]
- 2018: Nominierung deutscher Fernsehpreis Dein Song[10]

### Filmmusik
- 2003: Gebt die Hand und verzeiht (BR, HR, Arte, 3sat)
- 2005: Ein Sommernachtsalptraum (zusammen mit David Lang)[11]
- 2006: Tom Sawyer und Huckleberry Finn[3]
- 2007: Die zwei Leben der Anja Lundholm (2007, ARD)[12]
- 2012: Teil des Wilsberg-Soundtracks[13]
- 2013: Kein Blut für Öl (Komposition und Sounddesign)[14]
- 2018: Das Mädchen und der Flüchtling (Komposition und Sounddesign)[15]
- 2019: t=E/x²  von Andreas Z. Simon und bsb-Film (Komposition und Produktion)[16]
- 2020: Groovy-the magic music maker[17]
- 2020: Beab, der Beatbär
- 2020: Auf das Leben (Gropperfilm)[18]

## Diskografie
Quelle: christinemusics.de
- 1991: Rocking Forward (Twice as Nice, BMG Ariola)
- 1992: From Us to You (Jay, christine rec.), Room with a view (Twice as Nice, WEA)
- 1997: Don’t Miss Saturday Dance (Jay, christine rec.)
- 2000: Mbenta Kanna (Aziz Kujateh, Oliver Jäger), Spieglein, Spieglein (Ina Deter)
- 2001: Trommelrufe (Konnie Keller)
- 2002: Luna la Luz (Kick la luna) Efa Single
- 2003: Musics (Black and White Cooperation, christine rec.), Live (Jay, christine rec.), Lunazul (Jutta Keller, Oliver Jäger)
- 2005: Ben’s Belinga
- 2006: Banko (Aziz Kujateh)
- 2008: Dein Song Compilation (Universal)
- 2009: Synergies (Black and White Cooperation, christine rec.)
- 2010: Horizon2010 (Compilation)
- 2011–2022 Dein Song Compilation[19]
- 2011: Dein Song Compilation, DE Platz 2 (8 Wo.), Song in my Soul – Kick La Luna
- 2012: Dein Song Compilation, DE Platz 3 (8 Wwo.), “PIANO SEUL – Michael Freud, The Beatles Cover” – The Lonely Hearts Club Band
- 2013: Dein Song Compilation, DE Platz 1 (9 Wo.), “change to” (Black & White Cooperation, christine rec.)
- 2014: Dein Song Compilation, DE Platz 1 (8 Wo.), “Frankfurt City”, Red Lounge Lovers
- 2015: Dein Song Compilation, DE Platz 2 (11 Wo.), Victoria Conrady feat. Mark Forster „Mainiac“
- 2016: Dein Song Compilation, DE Platz 1 (11 Wo.)
- 2017: Dein Song Compilation, DE Platz 1 (9 Wo.), “Outlaw Pop”, the Barbers
- 2018: Dein Song Compilation, DE Platz 2 (10 Wo.), Max Antoine EP
- 2019: Dein Song Compilation, DE Platz 1 (10 Wo.), DJ E9 „Allstars“
- 2020: Dein Song Compilation, DE Platz 2 (10 Wo.), ”Stronger than you”, Susan Oseloff, Jugend ESC Warschau
- 2021: Dein Song Compilation, DE Platz 2, “Teufelshörnchen” Leontina
- 2022: Dein Song Compilation, DE Platz 1, Dein Song Notenheft als Amazon Bestseller für Gesangsnoten